# Stålkrigarinnor
Stålkrigarinnor är en svensk-serbisk dokumentärfilm som hade premiär 20 april 2018. Filmen är regisserad och producerad av Jelena Mila. Hon har också skrivit manus. Produktionsbolag är M.A.M.M.A. Production. 

## Handling
Filmen handlar om de kvinnor som under lång tid kämpat för ett fritt Serbien under Balkankrigen.

## Rollista
- Jelena Mila – Leki
- Henrik Evers – Henrik
- Olgica Lindquist – receptionist
- Julia Jallow Marinkovich – Coach Jules
- Conny Vakare – Mats